# Lavadouro Municipal de São Luís
A Lavadouro Municipal de São Luís, igualmente conhecida como Lavadouro público em São Luís de Odemira, é um edifício histórico na aldeia de São Luís, no Município de Odemira, em Portugal.

## Descrição e história
A estrutura está situada no limite Noroeste da povoação, junto à Rua do Poço Novo, e nas imediações da igreja. Insere-se nas zona protegidas do Parque Natural do Sudoeste Alentejano e Costa Vicentina e do Plano Sectorial da Rede Natura 2000: Sítio de Interesse Comunitário Costa Sudoeste. Consiste num lavadouro público, formado por um conjunto de tanques de lavagem cobertos por um telheiro, de planta rectangular, e por um poço. O telheiro é de quatro águas, sendo suportado por pilares, ligados parcialmente por muros, formando paredes baixas O poço é de planta circular, e é rodeado por um muro baixo, sendo protegido por um conjunto de pilaretes.
O lavadouro foi construído na década de 1940.